# Ariosti
Gli Ariosti, o Areosti o Ariosto, sono un'antica famiglia aristocratica italiana, originaria di Bologna e trapiantatasi nel tardo Medio Evo in Ferrara. Furono nobili, patrizi di Bologna e Ferrara, patrizi di San Marino, conti dell'Impero, conti palatini, conti di Mandria, di Castel Falcino, visconti di Argenta e signori di San Martino in Soverzano e di San Prospero.

## Origini
- Il primo di cui si abbia notizia è un Alberto che nel 1089 sarebbe stato signore di Riosto, una landa posta sui colli di Bologna che sarebbe dunque il feudo originario della famiglia e la terra da cui essa trasse il nome (da Riosto > d'Ariosto > Ariosto).

- Il primo personaggio pubblico di rilievo è Ugo, console del Comune di Bologna nel 1156, mentre la sua patria si scontrava con Federico I di Svevia.

- Gherardo, nel 1198, venne creato Arcivescovo di Bologna.

- Lodovico era capitano di 400 uomini al servizio del Comune di Bologna. Bonaventura fu spedito dai bolognesi in soccorso dei milanesi allora a capo della Lega contro l'imperatore Federico II di Svevia e venne ucciso nel 1236 battendosi contro i bergamaschi che si erano distaccati dalla Lega.

- Aldobrandino fu crociato in Siria nel 1217.

- Niccolò fu uno dei capitani bolognesi che andarono in soccorso in Terra Santa e si trovò alla difesa di Tolemaide contro gli attacchi del Sultano d'Egitto: i bolognesi si imbarcarono per ritornare in patria nel 1291 ma fecero naufragio durante una tempesta.

- Antonio, nel 1249, era tra gli otto Capitani e Consiglieri di Guerra del Comune di Bologna che fecero prigioniero il Re Enzo, figlio dell'imperatore Federico II, dopo la battaglia di Fossalta.

## Ramo Bolognese
- Cristoforo fu tra i XVI Riformatori e gonfaloniere di giustizia. Ricevette con altri ottimati papa Pio II nella sua visita al Comune.

- Corradino, al secolo Girolamo Ariosti, prese i voti e cambiò nome. Ottenne il titolo di Beato. In Bologna, presso la Cappella Ariosto in San Paolo dei Barnabiti, vi è un ciclo pittorico che ne ricorda la vita.

- Carlo (?-1535) fu fatto canonico di San Pietro in Vaticano da papa Leone X. Prelato domestico di papa Clemente VII e nel 1527 vescovo di Acerra. Nel 1529 seguì il Papa a Bologna per incoronare Carlo V.

- Galvano fu monaco olivetano col nome di Luigi.

- Ugo fu paggio all'ingresso in Bologna di papa Clemente VIII nel 1598 e da questi venne creato cavaliere e conte palatino. Fu conte di Castel Falcino.

- Virginio nel 1604 venne creato cavaliere da Clemente VIII.

## Ramo Ferrarese

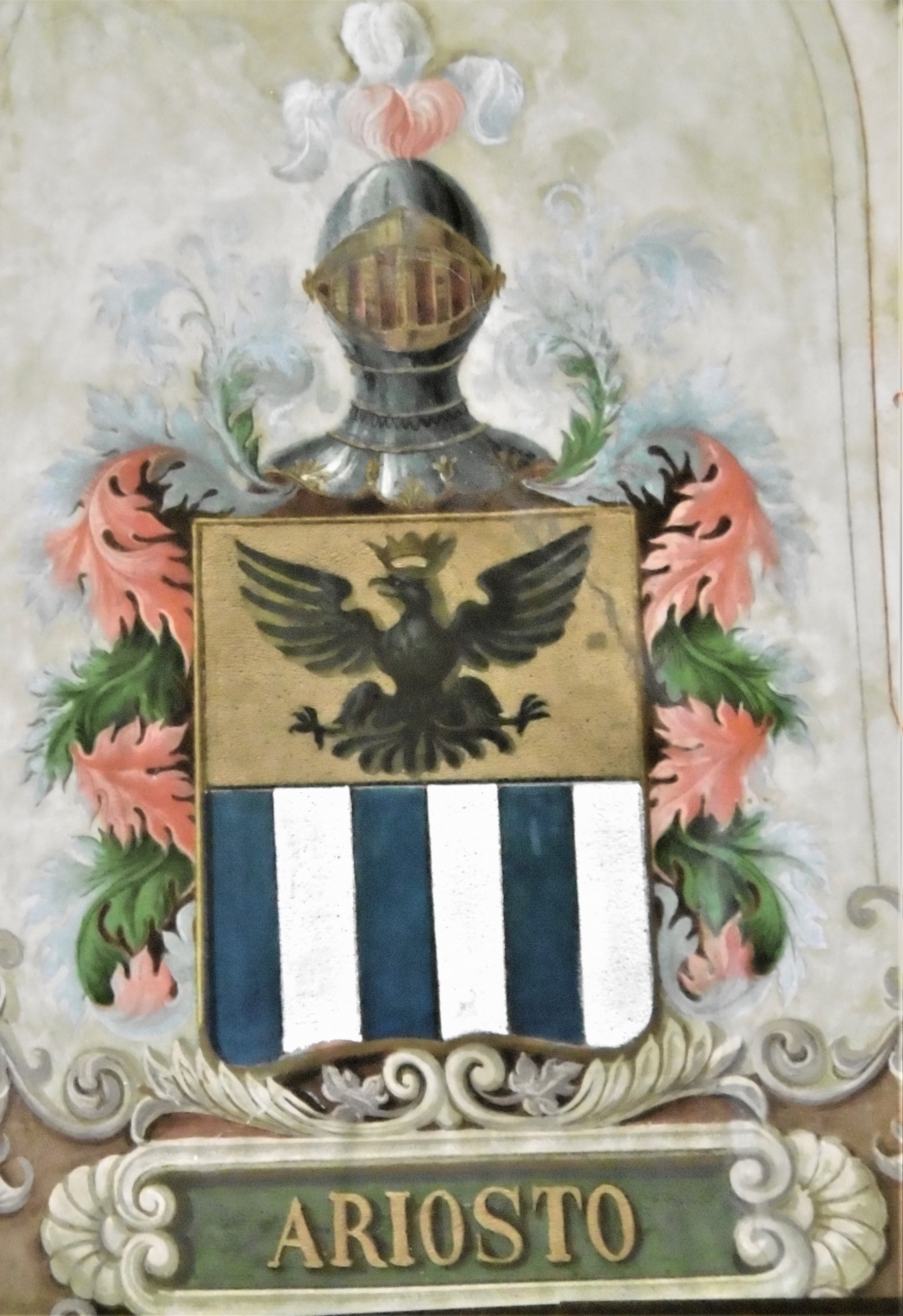
Stemma della famiglia Ariosto nel Palazzo Municipale di Ferrara

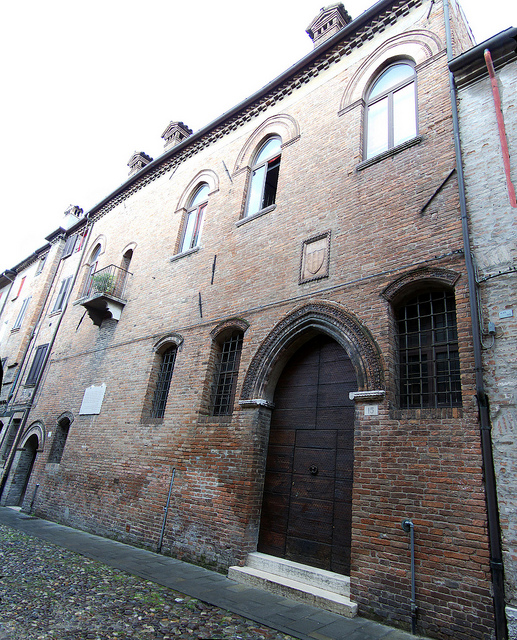
Uno dei palazzi Ariosti in Ferrara (probabilmente appartenuto al ramo di Princivalle degli Ariosti)

- Origine delle fortune di questo ramo è Filippa, figlia di Iacopo Ariosti nobile bolognese, la quale nel 1347 e in punto di morte fu sposata da Obizzo III d'Este, signore di Ferrara, divenendo quindi antenata di tutti i duchi di quella casa e degli ultimi pretendenti al trono d'Inghilterra della famiglia Stuart.

- Suo fratello Francesco ricevette in dono dal cognato i castelli di San Martino in Soverzano (in seguito venduto ai Manzoli) e di San Prospero. Sposò quindi Polentazia da Polenta. L'altro fratello Bonifacio scoprì e denunciò la congiura di Francesco d'Este e ricevette feudi tra Ferrara e Bologna. Sposò Misina, figlia di Azzo d'Este.

- Giovanni, dottore di leggi, andò ambasciatore della patria al Re di Francia nel 1385.

- Francesco, antenato del poeta Ludovico, nel 1469 fu investito del titolo di conte dell'Impero da Federico III d'Asburgo. Nel 1484 fu ambasciatore presso Papa Innocenzo VIII che lo creò conte palatino. Nel 1494 fu quindi ambasciatore presso l'imperatore Massimiliano.

- Giambattista nel 1546 fu oratore di Ercole II duca di Ferrara presso l'imperatore Carlo V.

- Alfonso, famigliare estense, combatté nel 1509 alla battaglia della Polesella contro i Veneziani. Baldesar Castiglione gli dedicò il suo Libro del Cortegiano in quanto egli fu il tramite che portò al Castiglione le insistenti esortazioni del duca Francesco d'Angouleme affinché egli terminasse il suo lavoro.

- Ludovico, celebre poeta ed autore dell'Orlando Furioso, fu ambasciatore del Duca di Ferrara e Governatore della Garfagnana.

- Rinaldo, detto "il gran conte", era il proprietario del feudo Le Arioste a Bagnolo. Nel 1516 fu ambasciatore in Francia. Sposò: 1) la contessa Bianca Landi di Piacenza; 2) Creusa Strozzi; 3) Caterina Farnese, nipote di papa Paolo III.

- Orazio fu canonico della cattedrale di Ferrara. Fu grande amico del Tasso e primo commentatore della Gerusalemme liberata.

- Camillo si pose al servizio della Repubblica di Venezia in occasione della guerra di Candia. Fu lancia spezzata, alfiere, tenente ed anche gentiluomo del marchese Rangone che era capo delle milizie venete in quell'isola. Morì a Candia nel 1580. Prima di partire per la guerra era stato a trovare l'amico Torquato Tasso allora detenuto presso l'Ospedale di Sant'Anna.

- Ottavio fu soldato di Alessandro Farnese nelle Fiandre nel 1582, al soldo degli Spagnoli.

- Alessandro fu Prefetto e Capitano delle Guardie Svizzere del duca di Modena Cesare d'Este. Nel 1604 ebbe in feudo la contea di Mandria nelle montagne di Reggio.

- Ottavio fu protonotario apostolico, dottore di leggi e cameriere d'onore di papa Urbano VIII.

- Alberto e Ippolito furono della Compagnia di Gesù mentre Attilio e Galeazzo furono Cavalieri di Malta nel 1613.

- Azzone (?-1672) fu luogotenente della Camera Apostolica. Nel 1669 fu nominato arcivescovo e vicelegato di Avignone da papa Clemente IX.

- Alberto militò al servizio imperiale contro i Turchi, divenendo alfiere. Fu ferito a Bonialuc in Bosnia nel 1738 e quindi morì a Sabarz presso Belgrado a causa delle ferite riportate.

- Ultimo di questa linea fu il conte Claudio che nel 1746 morì lasciando due eredi: la zia Dorotea che nel 1713 aveva sposato il nobile Biagio Pompilj di Ravenna, dando origine ai Pompilj-Ariosti e i Bevilacqua-Ariosti di Bologna, già eredi di quel Cristin Francesco che nel '400 aveva preso per matrimonio il nome degli Ariosti.

I conti Pompilj-Ariosti si estinsero in Antonia, andata in sposa al conte Giuseppe Ginanni Corradini Pignatta, patrizio ravennate, la cui figlia Cristina si maritò col nobile Valentino Negri. Da questo matrimonio derivano gli attuali rami di discendenza, i nobili Negri di Ferrara ed i nobili Battistuzzo-Cremonini di Senigallia e Venezia.

## Famiglie storicamente collegate per matrimonio

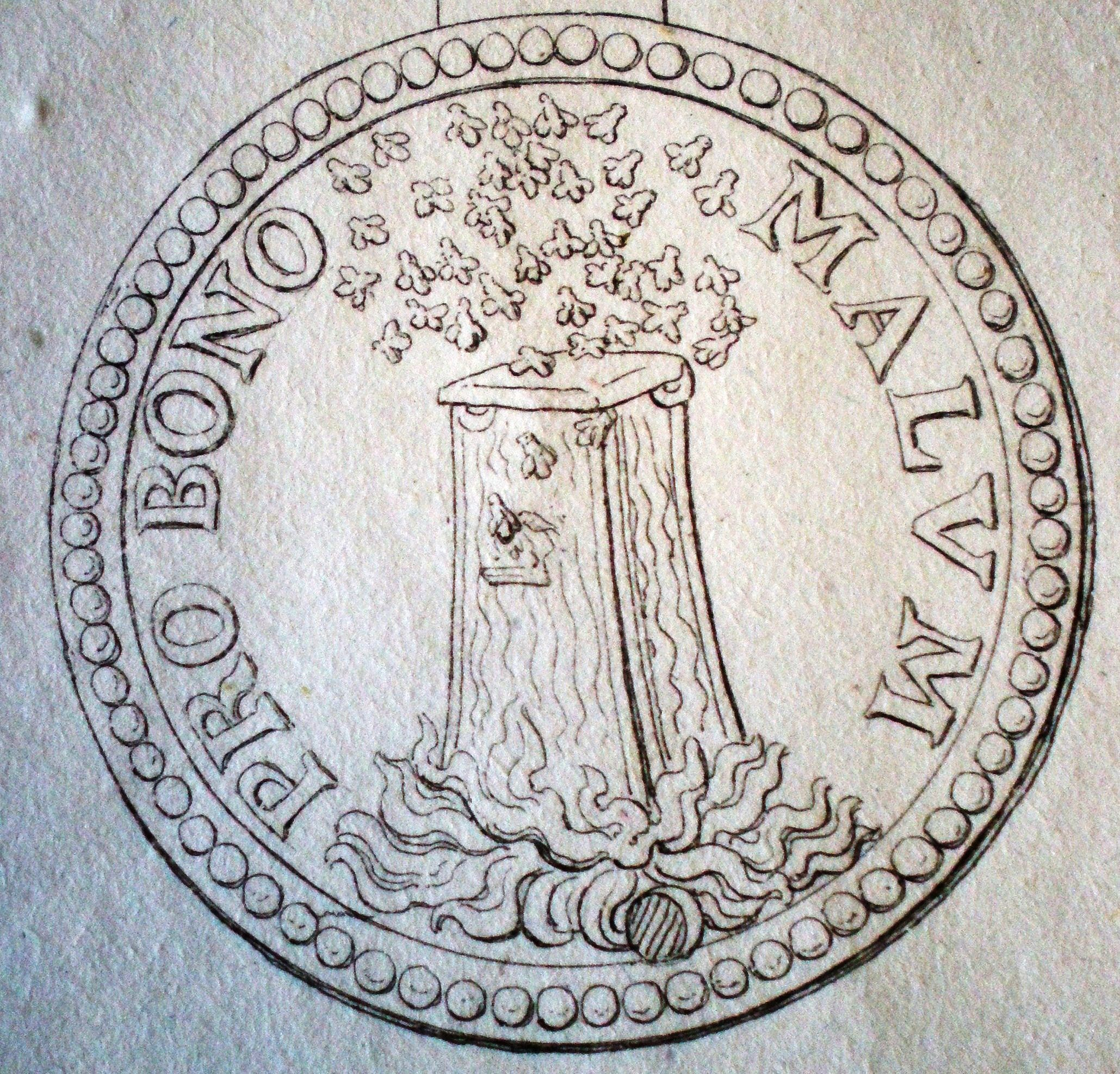
Il motto del casato Pro Bono Malum per come impresso alla fine dell' Orlando Furioso (P. Litta, Famiglie Celebri d'Italia, 1700).
L'impresa ritrae un alveare in cui le api operose sono costrette a darsi alla fuga poiché il contadino ingrato ha dato fuoco all'arnia per ottenerne il miele: Ludovico Ariosto volle così significare l'umana ingratitudine per coloro i quali fanno del bene.

Fantuzzi di Bologna; Bentivoglio di Bologna; Bevilacqua di Ferrara; Estensi di Ferrara e Modena; Guidi da Bagno di Modena; Rangoni di Spilimberto di Modena; Montecuccoli di Modena; Farnese di Parma e Roma; Sanvitale di Parma; Malaguzzi-Valeri di Reggio Emilia; Malatesta di Rimini; Ludovisi principi di Piombino; Degli Obizzi di Padova; Spada di Faenza e Roma.

## Arma
Palato d'azzurro e d'argento; alias: Palato d'azzurro e d'argento; capo d'oro caricato di un'aquila di nero coronata dello stesso; alias: Inquartato nel 1° e 4° l'aquila, nel 2° e 3° il palato.